# Torre d'Isola
Torre d'Isola (Tur d'Isula in dialetto pavese) è un comune italiano di 2 494 abitanti della provincia di Pavia in Lombardia. Si trova nel Pavese occidentale, e si estende lungo la riva del Ticino; i centri più importanti sono Casottole e Massaua, che hanno avuto un notevole sviluppo residenziale grazie alla vicinanza del capoluogo.

## Origini del nome
Il toponimo appare forse nel XII secolo come Ynsula, nel XV come Turris Insulae e, in un atto del 1456, è menzionata una torre inserita in un'azienda agricola di proprietà del monastero di San Lanfranco, forse proprio la torre cui fa riferimento il nome del paese. Per quanto riguarda il termine "isola", esso fa riferimento a un'isola fluviale o a un appezzamento di terra compreso tra due corsi d'acqua (il fiume Ticino è assai vicino).

## Storia
Il paese faceva parte della Campagna Soprana pavese, e apparteneva alla squadra (podesteria) della Divisa (fraz. di Marcignago). Dal sec. XV appartenne alla famiglia Botta, poi Botta Adorno, che vi realizzò importanti opere irrigue. Nel 1841 venne unito a Torre d'Isola il comune di Santa Sofia; nel 1871-1872 vennero poi aggregati i soppressi comuni di San Varese e Cassine Tolentine.
- Santa Sofia si trova su un terrazzo che domina da 20 m d'altezza le acque del Ticino.
- San Varese (CC I380) era nel XVIII secolo feudo dei Belcredi di Pavia, e apparteneva alla Campagna Soprana. Nel XVIII secolo gli venne aggregato il comuni di Cassina Tentori. Nel 1871 fu soppresso e unito a Torre d'Isola.
- Cassine Tolentine (o Cassine de' Tolentini), è oggi chiamata Cascina Grande.

### Simboli
Il gonfalone è un drappo rettangolare di bianco.

## Monumenti e luoghi d'interesse

### Chiesa di Santa Maria della Neve
All'ingresso del paese, nelle vicinanze del municipio, sorge la chiesa di Santa Maria della Neve, piccolo edificio sacro posto lateralmente alla settecentesca Villa Botta Adorno. La chiesetta era già presente nel 1630 quando il parroco della vicina Trivolzio testimoniava della presenza sotto la sua giurisdizione di questa chiesetta.
L'attuale edificio fu ricostruito e ampliato a partire dal 1703 dal marchese Botta Adorno e consacrato il 31 ottobre 1706.

### Villa Botta Adorno

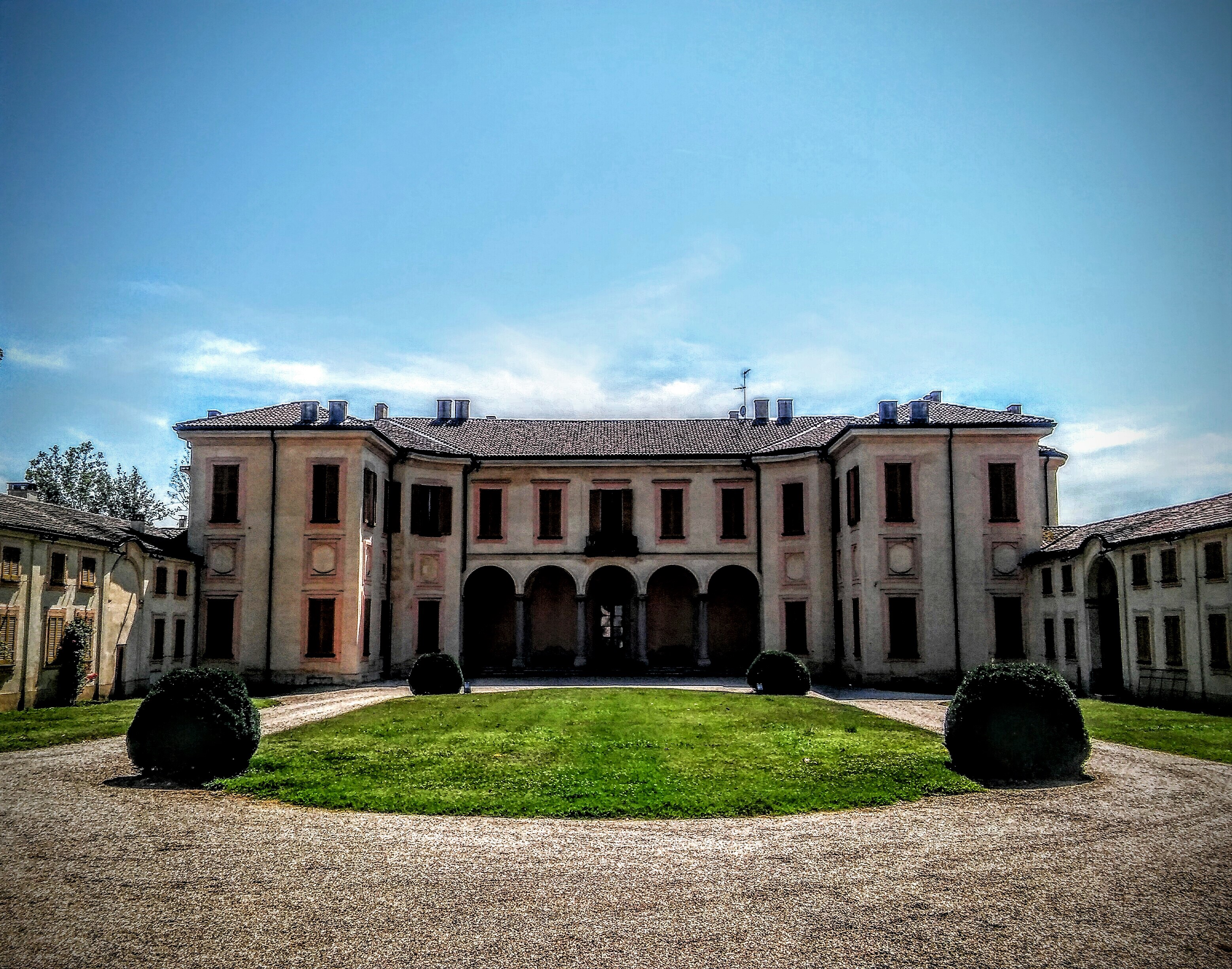
Villa Botta Adorno

La Villa con l'annesso cascinale, fu per lungo tempo l'unico edificio abitato di Torre d'Isola.
Fu costruita nel secolo XVIII dai marchesi Botta Adorno e in seguito ne furono proprietari i loro successori: Cusani Visconti, Litta Modignani, sino ai Morelli di Popolo. Il corpo principale della costruzione si apre verso la piazza del paese in un maestoso ed elegante cortile d'onore e si affaccia verso sud su uno splendido parco, digradante verso il fiume. Verso ovest, dalla "manica" del cortile, si passa alla grande corte agricola.

### Cappella di Santa Sofia
Al luogo di Santa Sofia è legato il mito di fondazione della città di Pavia. Qui gli antichi abitanti tentavano di fondare la città, ma tutto ciò che riuscivano a costruire in un giorno, il giorno successivo lo trovavano distrutto. In seguito, sotto l'alto terrazzo fluviale, qui fu installato il porto militare a difesa di Pavia. Il terrazzo domina le acque del fiume Ticino da un'altezza di 20 metri. A Santa Sofia si accampò Carlo Magno negli anni 773-774, quando assediava Pavia. Fu in tale occasione che la cappella fu eretta, narra la tradizione, dalle stesse mani dal re franco e dei suoi paladini. La cappella, ricostruita alla fine del sec. XVI, sorge in una posizione elevata che domina un'ampia curva del Ticino e subì diverse vicissitudini: alla fine degli anni Cinquanta rischiò di rovinare nelle acque del fiume a causa dell'erosione delle fondazioni. Dopo un lungo periodo d'abbandono, è stata restaurata negli anni Novanta ed ora è destinata a manifestazioni, mostre d'arte e matrimoni.

## Società

### Evoluzione demografica
Abitanti censiti

## Geografia antropica

### Frazioni
Il territorio di Torre d'Isola è composto dal capoluogo comunale e dalle frazioni di San Varese, Sette Filagni, Casottole, Massaua, Carpana, Campagna, Cà de Vecchi, Boschetto, Villaggio dei Pioppi, Brughiere, Mulino della Valle, Cascina Grande, Santa Sofia e Frutteto.

#### Massaua
Piccola frazione a ridosso della "strada della Sora", che collega Torre d'Isola con la città di Pavia, si è sviluppata nei primi anni del XX secolo. È stata battezzata come l'omonima città eritrea di Massaua, allora colonia italiana, a causa dell'entusiasmo generalmente suscitato dalle espansioni coloniali in quegli anni.

## Amministrazioni
| Periodo        | Periodo        | Primo cittadino           | Partito      | Carica  | Note |
| -------------- | -------------- | ------------------------- | ------------ | ------- | ---- |
| 23 aprile 1995 | 13 giugno 2004 | Michele Trombetta         | Lista Civica | Sindaco |      |
| 13 giugno 2004 | 7 giugno 2009  | Marco Bellaviti           | Lista Civica | Sindaco |      |
| 7 giugno 2009  | 25 maggio 2014 | Michele Trombetta         | Lista Civica | Sindaco |      |
| 25 maggio 2014 | in carica      | Roberto Casimiro Veronesi | Lista Civica | Sindaco |      |